# کرآباد
کرآباد ، زبان محلی ( کەڕاوا ) به لاتین ( Karrawa )
روستایی از توابع بخش مرکزی شهرستان سروآباد در استان کردستان ایران است.
کراباد یکی از روستاهای بسیار زیبای مناطق کردستان است که دارای دشت‌های زیبا و پر میوه شامل:توت فرنگی، گردو، انواع هلو، آلوچه، زرد الو و … است که شغل اکثر مردم ان دامداری و باغ داری سنتی و نیمه مدرن است، در اوایل پاییز نیز بیشتر آنها از فروش گردو و درآوردن مغز گردو درآمد زایی می‌کنند.

## جمعیت
این روستا در دهستان رزآب قرار دارد و براساس سرشماری مرکز آمار ایران در سال ۱۳۸۵، جمعیت آن ۶۶۵ نفر (۱۶۴خانوار) بوده‌است.